# Luis Variara
El padre Luis Variara (Viarigi, Asti, 15 de enero de 1875-Cúcuta, 1 de febrero de 1923) fue un sacerdote salesiano italiano cuya obra se desarrolló mayormente en la población colombiana de Agua de Dios, en donde estuvo trabajando con los leprosos, causa a la que consagró su vida. Fue beatificado el 14 de abril de 2002 por el papa Juan Pablo II.

## Vida

### De Italia a Colombia
Nació el 15 de enero de 1875 en Viarigi (Asti), Italia. Educado en la escuela de Don Bosco en Turín es destinado a trabajar en Colombia siendo aún muy joven. Su nombre se verá asociado a Agua de Dios a donde llega el 6 de agosto de 1894. Desde entonces el joven clérigo inicia una historia humana valerosa que le haría una figura bien amada en la convulsa Colombia de finales del siglo XIX y principios del siglo XX. Llegó a Colombia muy joven, a los 19 años, en los primeros grupos de misioneros salesianos enviados por Don Rúa a finales del siglo XIX y a instancias del padre Miguel Unia, el apóstol del lazareto de Agua de Dios, quien fue personalmente a Turín para traer a un joven músico que le ayudara en su obra en 1894. Con grandes dificultades por la Guerra de los Mil Días pudo terminar sus estudios de teología en Bogotá, fue ordenado sacerdote en 1898 y entonces se entregó al apostolado de los enfermos de lepra en Agua de Dios, especialmente de los niños y los jóvenes.

### Agua de Dios, la Ciudad del Dolor
Agua de Dios significaba por entonces más una condena que una bendición, contrario al sentido de su nombre: fue el leprosorio más importante del país y en donde llegaron muchos colombianos, marginados socialmente por poseer la temible enfermedad de la lepra. Otro valeroso sacerdote italiano, también hijo de Don Bosco, había cruzado decididamente el puente que separaba a Agua de Dios del resto del mundo, el padre Miguel Unia, y había abierto las puertas a la esperanza para personas condenadas al destierro en su propia patria. 
Las luchas políticas de la Colombia de finales del Siglo XIX como la Guerra de los Mil Días, no frenaron el ardor apóstolico del joven sacerdote que organizó grupos musicales que llevaron la alegría a la que era conocida como la "Ciudad del Dolor".
Con algunas jóvenes hijas de enfermos de lepra o contaminadas ellas mismas, fundó un instituto religioso que tendría en sus inicios grandes dificultades a ser aceptado tanto por las autoridades religiosos de la época como por algunos de los superiores salesianos. La humildad con la que aceptó las dificultades y las numerosas cartas que dejó han sido la prueba fundamental de su santidad. En 1919 es alejado de Agua de Dios, motivo este de grandes sufrimientos y después enviado a Venezuela.

### Peregrino en Colombia
Pero de las manos del misionero vendría la formación de un nuevo instituto religioso con las hijas de los leprosos o muchachas leprosas, no permitidas por entonces en ningún instituto de vida consagrada: el 7 de mayo de 1905 nace la primera congreación de hermanas en Colombia, la Congregación de las Hijas de los Sagrados Corazones de Jesús y de María. Si bien la obra tenía todo un sentido lógico de compromiso no sólo dentro de la religión, sino del servicio a la nación, el padre Variara no fue comprendido completamente y ello le marcó el inicio de una vida turbulenta de incomprensiones. Enviado a Bogotá, Mosquera y Barranquilla con el fin de alejarlo del campo de su misión entre los enfermos de lepra, por fin fue transferido a su último sitio en Táriba, una población de Venezuela cerca de la frontera con Colombia. Del padre Luis Variara se destaca su actitud humilde que le hizo soportar en silencio las incomprensiones y quedan sus cartas dirigidas a las hermanas, que constituyen además un rico contenido del género epistolar y que evidencian la profundidad y seriedad con la que el italiano asumió la cultura hispanoamericana y colombiana en particular. Presentida su última hora, se hizo transferir de Táriba a Cúcuta, no sólo porque allí residía una familia italiana conocida, sino porque fue su voluntad morir en la tierra que lo vio luchar y de la que no se alejó desde que llegó siendo un muchacho.

### Muerte y legado
El padre Luis Variara murió en Cúcuta el 1 de febrero de 1923 con tan sólo 48 años de edad. Sepultado en Cúcuta, sus restos fueron transferidos posteriormente a Agua de Dios, en la capilla de la Casa Madre del Instituto por él fundado. Denunció la injusticia, la marginación y la explotación de los enfermos de lepra alcanzando un cambio de actitud frente a los problemas sociales de Agua de Dios. Al sentir la hora de su muerte se hizo transferir a la ciudad de Cúcuta en donde fue acogido por una familia colombo-italiana, porque era su deseo morir en el suelo de la patria por la que había dado su vida. Su nombre volvería a relucir el 14 de abril de 2002 cuando el papa Juan Pablo II lo beatificó.